# 亚历山大 (梅克伦堡)
格奥尔格·亚历山大·米夏埃尔·亨利·恩斯特·弗朗茨·斐迪南·约翰内斯·玛利亚（Georg Alexander Michael Heinrich Ernst Franz Ferdinand Johannes Maria，1991年7月17日—），出生于弗赖堡。梅克伦堡大公继承人、梅克伦堡家族继承人，称：梅克伦堡王储。是梅克伦堡大公家族首领格奥尔格·鲍尔温公爵的长子和第二个孩子。有一个姐姐：奥尔加，一个弟弟米夏埃尔。

## 婚姻与子女
2022年9月217日，亚历山大在施特雷利茨与土耳其人汉德·马吉德（Hande Macit，1992年9月16日-）结婚，现有一子：
- 长子：格奥尔格·利奥波德·鲍尔温（Georg Leopold Borwin，2023年9月23日－）；